# PureBasic
PureBasic, ontwikkeld door Frédéric Laboureur (Fantaisie Software, Frankrijk), is een commerciële compiler voor Windows, Linux, AmigaOS en Mac OS. De programma's zijn klein en snel, de syntaxis een mix tussen BASIC en C. Naast de vele krachtig geoptimaliseerde bibliotheken (GUI-gadgets, beeld, geluid, netwerk, database, compressie, cryptografie, ....) kan men rechtstreeks WinAPI aanspreken en Assembler-code gebruiken (Inline-Assembler). Bovendien is het mogelijk om een bibliotheek te schrijven. Verder biedt PureBasic sinds versie 3.5 een basale 3D-engine (OGRE 3D), waarmee het mogelijk is snel en eenvoudig kleine 3-D toepassingen te programmeren. Een essentieel voordeel vergeleken met andere programmeertalen is het bijzondere feit dat de taal doorlopend ontwikkeld wordt, steeds krachtiger wordt en dat nieuwe instructies de taal verder optimaliseren.
De aanschaf van PureBasic houdt automatisch in dat alle toekomstige updates gratis zijn in de vorm van downloads. Verdere kosten bij het verkopen van door u ontwikkelde programma's zijn er niet, geschreven programma's kunnen licentie-vrij verhandeld worden zonder rekening te hoeven houden met beperkingen van de kant van de fabrikant.
Op 4 november 2007 is versie 4.10 uitgebracht voor 3 platforms tegelijk: Windows, Linux en Mac OS. Het is de bedoeling dat het gelijktijdig uitbrengen van releases voor deze 3 platforms voortaan standaard wordt. AmigaOS wordt echter niet meer ondersteund.
```
  OpenConsole()              ;  opent de console
    Print("Hello world!")    ;  weergave van tekst in de console 
    Delay(3000)              ;  uitvoering programma wordt 3000 milliseconden gestopt
  CloseConsole()             ;  console weer sluiten
```

```
; PureBasic code (4.10) dat een klein simpel venstertje opent (zonder knoppen)
; in gecompileerde vorm (.exe) is de grootte slechts 10,5 KB (10.752 bytes)
  
If OpenWindow(1, 300, 300, 150, 50, "Voorbeeld 1", #PB_Window_SystemMenu)

  Repeat

    Variabele = WaitWindowEvent()

    Select Variabele
      Case #PB_Event_CloseWindow
        End
      Case #PB_Event_Gadget
    EndSelect 

  ForEver

EndIf
```

```
; PureBasic code kan ook heel wat korter:

If OpenWindow(2, 300, 300, 150, 50, "Voorbeeld 2", #PB_Window_SystemMenu)

  While WaitWindowEvent() <> #PB_Event_CloseWindow : Wend

EndIf
```